# Wonder Choux !
Wonder Choux ! (Wonder Pets!) est une série télévisée d'animation éducative américaine créée par Josh Selig, diffusée du 3 mars 2006 au 17 octobre 2016 dans le bloc de programmation Nick Jr. sur Nickelodeon puis depuis le 3 mars 2006 sur Noggin.
En France, la série est diffusée sur Nickelodeon Junior.

## Histoire et format
La série télévisée a été créée par Josh Selig pour la société de production Little Airplane Productions. Elle a été créée à l'origine comme une série de courts métrages qui a été diffusée sur Nick Jr. en 2003 appelé Linny le cobaye, dans lequel un cobaye nommé Linny a voyagé dans l'espace et sous l'océan. Ming-Ming le Canard et Tuck la Tortue ont été créés lorsque la série a été élargie et appelée à l'origine The Super Singing Power Pets !. Plus tard, le titre a été raccourci et appelé Wonder Pets! (Wonder Choux ! en version française). Les personnages principaux de la série sont trois familiers d'école primaire de classe : Linny le Cochon d'Inde, Tuck la Tortue, et Ming-Ming le Canard. Ils sont présentés comme un trio de héros qui sauvent des bébés animaux, car ils démontrent les avantages du travail d'équipe.
Le style d'animation utilisé pour créer Wonder Choux ! est appelé "photo-marionnette", et a été créé pour la série pour permettre aux animateurs de manipuler des photographies d'animaux réels. Il utilise également des objets dessinés (et non des caractères), de sorte que la présentation totale peut être considérée comme un média mixte animé.
Une bonne partie du dialogue est chantée, donc la série a été comparée à l'opérette ou au singspiel. Un orchestre en direct de 10 membres joue chaque épisode, incluant parfois d'autres instrumentistes qualifiés dans la musique de la région dans laquelle les animaux voyagent pendant l'épisode. La fin de chaque épisode prend trente-trois semaines du script à la livraison finale.

## Fiche technique
- Titre original : Wonder Pets!
- Titre français : Les Wonder Choux !
- Genre : série d'animation éducatif/aventure/musical
- Création : Josh Selig
- Développement : Josh Selig
- Réalisation : Jennifer Oxley, Ginny McSwain (Voix)
- Acteurs : Sofie Zamchick, Teala Dunn, Danica Lee
- Musique : Salim-Sulaiman
- Producteur : Viacom Media Networks
- Société de production : Little Airplane Productions, Nickelodeon Animation Studio
- Société de distribution : MTV Networks International et Paramount Home Entertainment
- Pays :  États-Unis
- Langue : Anglais
- Nombre de saisons : 3
- Nombre d'épisodes : 49
- Durée : 22 minutes
- Chaîne :  Nickelodeon,  Nickelodeon Junior
- Début : 3 mars 2006
- Fin : 17 octobre 2016

## Distribution

### Voix originales
- Linny le cochon d'inde : Sofie Zamchick
- Tuck la tortue : Teala Dunn
- Ming-Ming le canard : Danica Lee

### Voix françaises
- Linny le cochon d'inde : Blanche Ravalec
- Tuck la tortue : Sylvie Ferrari
- Ming-Ming le canard : Mara Labadens
- Version française
  - Direction artistique : Blanche Ravalec
  - Adaptation : André Mourgue
  - Studio d'enregistrement : SOFI

## Épisodes
| Saison | Saison | Épisodes | États-Unis        | États-Unis       |
| Saison | Saison | Épisodes | Début de saison   | Fin de saison    |
| ------ | ------ | -------- | ----------------- | ---------------- |
|        | 1      | 10       | 3 mars 2006       | 16 mars 2006     |
|        | 2      | 26       | 11 septembre 2006 | 8 décembre 2008  |
|        | 3      | 26       | 11 février 2009   | 3 septembre 2016 |

## Univers de la série

### Les personnages

#### Personnages principaux
- Linny est un cochon d'Inde[2] qui est le chef des Wonder Choux et le plus âgé des trois. En tant que super-héros, elle porte une casquette dorée et une cape bleue. Linny semble être le plus éduqué du groupe, fournissant souvent des informations zoologiques et géographiques différentes aux autres. Il est généralement celui qui rappelle au groupe le travail d'équipe ou d'autres valeurs et offre des éloges. Elle dirige Ming-Ming et Tuck dans la plupart des chansons principales de la série et a généralement la responsabilité de lancer le vaisseau. Le slogan de Linny est "Cela demande du céleri !", Généralement déclaré à la fin de chaque aventure. Avant Wonder Choux !, Linny a joué dans quelques courts métrages de trois minutes sur Nick Jr. intitulé Linny le Cochon d'Inde, où Linny explorerait différents environnements tels que l'océan et l'espace extra-atmosphérique.
- Tuck est une jeune tortue et la deuxième plus ancienne des Wonder Choux[2]. Il est décrit comme sensible avec un lien émotionnel vers les choses vivantes et le cœur du groupe. En tant que super-héros, il porte un bonnet de marin français blanc et bleu et une cape rouge. Tuck est empathique, désirant souvent donner un câlin aux animaux secourus ou leur tenir compagnie tandis que Linny et Ming-Ming mettent en œuvre leur plan de sauvetage. Il semble apprécier les choses mieux quand elles restent les mêmes. Il a également de grandes capacités d'observation, repérant des choses à distance, ce qui lui vaut souvent le compliment : "Bon œil, Tuck!". Il est le seul garçon de l'équipe Wonder Choux et également le seul animal Wonder Choux à porter des couvre-pieds.
- Ming Ming est un jeune canard trop confiant et le plus jeune des trois[2]. En tant que super-héros, elle porte un casque de pilote en cuir avec des lunettes et une cape verte. Contrairement aux autres Wonder Choux, elle peut voler. Elle peut aussi parler «l'oiseau», lui permettant de parler à d'autres oiseaux que rencontrent les Wonder Choux. Ming-Ming croit aussi que son arrière-grand-père était un aigle. Il essaie parfois de prendre de gros problèmes par elle-même et elle devient même l'animal qui a besoin d'être secouru. Il fournit souvent un soulagement comique dans la série, et est le Wonder Choux principalement susceptible d'utiliser l'ironie et un léger sarcasme.

## Produits dérivés

### Discographie
En plus des DVD et des livres, l'album musical éponyme de la série Wonder Pets! (titre original) est sorti le 10 avril 2007. La bande originale présente des chansons de la série, y compris la chanson du générique principale.
| No  | Titre                                                 | Durée |
| --- | ----------------------------------------------------- | ----- |
| 1.  | The Wonder Pets !                                     | -     |
| 2.  | Poor Baby Squirrel (voix de Ming-Ming par Danica Lee) | -     |
| 3.  | The Caterpillar's Song                                | -     |
| 4.  | Oh, Sheep-eee-hooo !                                  | -     |
| 5.  | Tickle The Whale                                      | -     |
| 6.  | To Be Free !                                          | -     |
| 7.  | Hold On, Pigeon!                                      | -     |
| 8.  | Fruit Salad                                           | -     |
| 9.  | City Garden Rap                                       | -     |
| 10. | Hug A Hedgy                                           | -     |
| 11. | The Oasis                                             | -     |
| 12. | Hola, Hermit Crab !                                   | -     |
| 13. | Wee-Wee, Pee-Pee, Tinkle !                            | -     |
| 14. | Brown Cow Down                                        | -     |
| 15. | Wonder Pets, We Love You !                            | -     |
| 16. | The Wonder Pets ! (instrumentale / cœur)              | -     |

### Jeux vidéo
Le seul jeu de la série est sorti le 27 octobre 2008 aux États-Unis et le 3 avril 2009 en Australie pour la Nintendo DS.